# Championnat d'Océanie d'échecs
Le Championnat d'Océanie d'échecs est un tournoi d'échecs organisé depuis 1999. Il sert de tournoi zonal pour la zone 3.6 de la Fédération internationale des échecs et les premiers joueurs sont qualifiés directement pour le championnat du monde de la fédération internationale des échecs (jusqu'en 2004) ou la coupe du monde d'échecs (depuis 2005). Un championnat féminin d'Asie existe également depuis 1999.

## Palmarès
La première édition eut lieu en 1999.
| Année | Ville       | Vainqueur               | Fédération       | Vainqueur du Championnat féminin | Fédération       |
| ----- | ----------- | ----------------------- | ---------------- | -------------------------------- | ---------------- |
| 1999, | Gold Coast  | Vladimir Feldman (en)   | Australie        | Laura Moylan (en)                | Australie        |
| 2000, | Auckland    | Aleksandar Wohl (en)    | Australie        |                                  |                  |
| 2001, | Gold Coast  | Mikhail Gluzman (en)    | Australie        | Ngan Phan-Koshnitsky (en)        | Australie        |
| 2002, | Coral Coast | Darryl Johansen         | Australie        | Irina Berezina                   | Australie        |
| 2005, | Auckland    | Gary Lane (en)          | Australie        | Irina Berezina                   | Australie        |
| 2007  | Denarau     | Zhao Zong-Yuan          | Australie        | Irina Berezina                   | Australie        |
| 2009, | Gold Coast  | David Smerdon           | Australie        | Arianne Caoili                   | Australie        |
| 2011  | Rotorua     | Zong-Yuan Zhao          | Australie        | Irina Berezina                   | Australie        |
| 2012  | Queenstown  | Darryl Johansen         | Australie        | Helen Milligan (en)              | Nouvelle-Zélande |
| 2013, | Nadi        | Igor Bjelobrk (en)      | Australie        | Irina Berezina                   | Australie        |
| 2014  | Ballarat    | Christopher Wallis (ru) | Australie        | Vineetha Wijesuriya (en)         | Australie        |
| 2015  | Sydney      | Max Illingworth         | Australie        | Emma Guo (en)                    | Australie        |
| 2016  | Auckland    | Aleksei Kulashko (en)   | Nouvelle-Zélande | Heather Richards (ru)            | Australie        |
| 2017  | Auckland    | Anton Smirnov           | Australie        | Layla Timergazi (de)             | Nouvelle-Zélande |
| 2019  | Guam        | Max Illingworth         | Australie        | Julia Ryjanova                   | Australie        |
| 2021  |             |                         |                  |                                  |                  |
| 2023  | Melbourne   | Temur Kuybokarov        | Australie        | Julia Ryjanova                   | Australie        |
| 2025  | Melbourne   | Temur Kuybokarov        | Australie        | Julia Ryjanova                   | Australie        |